# Stížnost
Stížnost je podání nebo sdělení, které někdo podá veřejnoprávní nebo soukromoprávní osobě nebo orgánu, pokud je předmětem nějaký nedostatek, nesprávné jednání nebo nečinnost adresáta nebo osoby, vůči níž má adresát nějakou pravomoc nebo odpovědnost, zejména nemá-li takové podání podle zvláštních právních předpisů jiný název. Ve stanovených případech jde i o opravný prostředek proti nějakému rozhodnutí.

## Stížnost obecně
Po dlouhou dobu upravovala podávání a vyřizování stížností širokým okruhem organizací a orgánů vládní vyhláška č. 150/1958 Ú.l., o vyřizování stížností, oznámení a podnětů pracujících. Ta se obsahově zčásti překrývala se zákonem č. 85/1990 Sb., o právu petičním, což vzbuzovalo pochybnosti o její platnosti. Nakonec byla vládním nařízením č. 370/2005 Sb. k 1. lednu 2006 zrušena. Zákon o právu petičním pak se stížnostmi počítá jako s peticemi, pokud jsou směřovány vůči státním orgánům ve věcech veřejného nebo jiného společného zájmu.
Stížnosti proti nevhodnému chování úředních osob nebo proti postupu správního orgánu upravuje ustanovení § 175 správního řádu. Podle něj lze takovou stížnost podat písemně i ústně a pokud ji nelze vyřídit ihned, musí být vyřízena zásadně do 60 dnů a stěžovatel musí být o provedených opatřeních vyrozuměn. Pokud by stěžovatel s vyřízením nesouhlasil, může požádat nadřízený orgán o prošetření.

## Stížnost proti rozhodnutí
V trestním řízení ji lze do tří dnů podat jako řádný opravný prostředek proti usnesení, zatímco proti rozsudku je takovým opravným prostředkem odvolání. Toto rozlišování má základ v trestním řádu z r. 1873, podle něhož bylo možno napadnout rozsudek jak odvoláním, tak zmateční stížností (odvolací a zmateční důvody se však lišily a různé byly i soudy, které o těchto opravných prostředcích rozhodovaly). Naopak jako mimořádný opravný prostředek může pouze ministr spravedlnosti využít stížnost pro porušení zákona.
Ve správním soudnictví je mimořádným opravným prostředkem kasační stížnost, o které rozhoduje Nejvyšší správní soud. Ten ale není oprávněn rozhodnout sám, může pouze napadené rozhodnutí zrušit a vrátit správnímu soudu k novému rozhodnutí se svým závazným právním názorem.
Zvláštním druhem stížnosti je nakonec i ústavní stížnost, kterou se lze obracet k Ústavnímu soudu, pokud bylo rozhodnutím nebo jiným zásahem veřejného orgánu porušeno ústavně zaručené základní lidské právo nebo svoboda.